# Allophorocera ferruginea
Allophorocera ferruginea es una especie de mosca del género Allophorocera, de la familia Tachinidae, orden Diptera. Fue descrita por Meigen en 1824.
Mide aproximadamente 6,5-8,5 mm de longitud. Se distribuye por Alemania, Francia, Reino Unido, Suecia, Noruega, Canadá y Finlandia.